# Ndidi Nwosu
Ndidi Nwosu, née le 6 juin 1979 et morte le 1er mars 2020 à Owerri (Nigeria), est une ancienne haltérophile handisport nigériane, championne paralympique en -73 kg en 2016.

## Biographie

### Jeunesse
Atteinte de poliomyélite, Ndidi Nwosu perd l'usage de ses jambes durant l'enfance. Elle débute le sport en 2004 et fait ses débuts internationaux en 2015.

### Carrière
Lors des Jeux paralympiques d'été de 2016, Ndidi Nwosu remporte la médaille d'or des -73 kg. Pour ça, elle bat la championne paralympique en titre, la Française Souhad Ghazouani. Après avoir gagné l'or, elle reçoit un prix financier et une voiture de la part du gouverneur de l'État d'Imo au Nigeria, où elle vit.
Lors des Jeux du Commonwealth de 2018 qui se déroule à Gold Coast, Ndidi Nwosu se blesse à la colonne vertébrale. Elle fait des campagnes de dons pour payer ses frais médicaux. Malgré la blessure, elle remporte l'or en battant le record du monde de sa catégorie en soulevant 120 kg.
En 2019, elle remporte le bronze aux Championnats du monde handisport dans la catégorie -73kg.
Le 1er mars 2020, elle meurt à Owerri des suites d'une infection pulmonaire. Le 17 avril, elle reçoit des funérailles nationales.

## Palmarès
| Date | Compétition           | Lieu           | Place | Résult.  |
| ---- | --------------------- | -------------- | ----- | -------- |
| 2016 | Jeux paralympiques    | Rio de Janeiro | 1re   | 140 kg   |
| 2017 | Championnats du monde | France         | 3e    | 120 kg   |
| 2018 | Jeux du Commonwealth  | Gold Coast     | 1re   | 110,4 kg |